# Honor 9
Honor 9 — флагманський смартфон, розроблений Huawei під своїм суббрендом Honor. Він є наступником Honor 8 у серії Honor N. Телефон був представлений у Китаї 12 червня 2017.

## Технічні характеристики

### Апаратне забезпечення
Honor 9 має восьмиядерний процесор HiSilicon Kirin 960 (чотири ядра 2,4 ГГц і чотири ядра 1,8 ГГц), графічний процесор Mali-G71 MP8 і незнімний акумулятор ємністю 3200 мА·год. Висота пристрою складає 147,3 міліметра (5,80 дюйма), ширина — 70,9 міліметра (2,79 дюйма), товщина — 7,5 міліметра (0,30 дюйма), а маса — 155 грам (5,5 унцій).
Телефон поставляється з 64 або 128 гігабайтами пам'яті та 4 або 6 гігабайтами оперативної пам'яті, залежно від регіону. Він має 5,15-дюймовий (13,1 см) дисплей з роздільною здатністю 1920 × 1080 і щільністю пікселів 428 ppi. Honor 9 має 8-мегапіксельну фронтальну камеру, а подвійна задня камера складається з 12-ти мегапіксельної матриці RGB і 20-мегапіксельної монохромної матриці. Він може записувати відео в якості 4K і має електронну стабілізацію зображення для відео 1080p. Інші функції включають підтримку двох SIM-карт, порт USB-C, сканер відбитків пальців, розташований на нижній панелі.
Honor 9 має металеву раму та 3D вигнуту скляну задню частину, а його офіційний слоган — «світлоловець». Телефон поставляється в кольорах «Glacier Grey», «Sapphire Blue», «Midnight Black» і «Gold», але не всі кольори доступні на всіх ринках. Під час IFA 2017 у Берліні Honor оголосила про новий колірний варіант Honor 9, який є обмеженою серією «Robin Egg Blue». Колір став доступним у Китаї в серпні, а у Великій Британії був випущений у вересні.

### Програмне забезпечення
Honor 9 був представлений з Android 7.0 Nougat і EMUI 5.1. Навесні 2019 року Huawei починає випуск Android 9 Pie (EMUI 9.0) для даного пристрою.

## Доступність пристрою
Телефон був представлений у Китаї 12 червня 2017 року і дебютував на міжнародному рівні в Берліні 27 червня. У цьому місяці він став доступний для покупки в Китаї, а 27 червня — для попереднього замовлення у Великій Британії.

## Ціна
У 2017—2018 роках, найпростіша модель Honor 9 з пам'яттю 4/64 ГБ коштувала приблизно 340 доларів, модифікація з пам'яттю 6/64 коштувала приблизно 400 доларів, версія 6/128 ГБ — 440 доларів. У 2025 році телефон має ціну приблизно в 100—140 доларів. Звісно, ціна може відрізнятися залежно від регіону проживання.